# 就籍許可申立事件
就籍許可申立事件（しゅうせききょかもうしたてじけん）は、日本において1988年に身元不明の記憶喪失の人物に対して戸籍を作成することを認めるように家庭裁判所に就籍許可を申し立てた事件。

## 概要
1984年（昭和59年）11月2日午後8時ごろ、海岸で身元不明の男性が警察に保護された。記憶喪失状態であると認められたことから、同年11月3日午前10時15分、福祉事務所員は警察官同行で男性を病院に連れて行き、入院させた。男性は生活保護を受けて、3年間にわたり精神科の治療を受けた（2年間は閉鎖病棟で、3年目は開放病棟）。
かすかに残っていた記憶から以下のことが推定された。
- 親兄弟のこと、育った場所、学校の名前など、全く思い出せない。
- 社会一般の過去の出来事については結構知っている。
- 群馬県か埼玉県の人の話し方に似ている。
- 小学生になったかならない頃に、朝鮮動乱があった。
- 中学生になったかならない頃に、ペレス・プラードが来日したのを覚えている。
- 自動車運転の専門的知識がある。
- 地図や道路事情については詳しい。

しかし、警察が男性の身元を調査したが、手がかりは得られず、身元不明のままだった。このままでは退院して仕事に就くことも出来ないので、自活を希望する本人の意思もあり、戸籍を作成するために家庭裁判所に就籍許可を願い出た。男性は家庭裁判所で就籍を許可され、自己申告した氏名で戸籍が作成された。
1人の人物に対して本名と異なる戸籍が作成され、二重に戸籍が作成されることになると推測されるが、特殊な事例として認められた事件である。日本の法律では自分の名前すらはっきりと言えないような幼い捨て子が保護された場合などに、このような二重戸籍になることを容認して仮の戸籍が作成される事例はあるが、成人に対して行われた事例は稀である。

### 就籍の内容
- 氏名は自己申告のとおりとした。
- 生年月日は年を推測で昭和16年生まれとし、病院に収容された日付を誕生日として就籍した。
- 父母の氏名は不詳とされた。
- 本籍地は病院の住所とした。